# Place Saint-Ambroise
La place Saint-Ambroise (en italien : Piazza Sant'Ambrogio) est une place de Milan.

## Sites remarquables à proximité
- Basilique Saint-Ambroise de Milan
- Porte de Saint Ambroise (en)
- Colonne impériale (it)
- Université catholique du Sacré-Cœur
- Église Saint-François-Majeur (détruite)
- Casa Caccia Dominioni (it)